# Смирнов, Виктор Васильевич
Виктор Васильевич Смирно́в (урож. Виктор Александрович Тилло; р. 12 марта 1933, Киев, Украинская ССР, СССР) — советский и российский писатель и сценарист. Многие произведения Смирнова были экранизированы. Заслуженный деятель искусств Украинской ССР (1977).

## Биография
Виктор Васильевич Смирнов (по рождению Тилло Виктор Александрович) родился 12 марта 1933 года в Киеве. Отчим — Смирнов Василий Иванович, советский хозяйственный руководитель.
В 1956 году окончил МГУ имени М. В. Ломоносова.
Первая жена — Лидия Квасникова, заместитель главного редактора «Пионерской правды». Сын (от первой жены) — Илья Смирнов (1958) .
Вторая жена — Смирнова Оксана Борисовна. Есть три дочери от последнего брака — Смирнова Екатерина Викторовна, Тилло Елизавета Викторовна, Смирнова Вера Викторовна.

## Награды и премии
- Заслуженный деятель искусств Украинской ССР (1977)
- Государственная премия РСФСР имени М. Горького (1989) — за цикл повестей «Заулки»
- Золотая медаль имени А. П. Довженко — за разработку военной темы в кино, в частности за сценарии к кинотрилогии «Дума о Ковпаке» (в савторстве с Игорем Болгариным)

### Рассказы
- Один день на Безымянном // Искатель. — 1962. — № 2.
- Портрет  // Искатель. — 1962. — № 5.
- Верь маякам // Искатель. — 1963. — № 3.
- Одна лошадиная сила // Искатель. — 1964. — № 6.
- Одна минута // Искатель. — 1964. — № 6.
- Плата за мужество (1964).
- Сети на ловца  // Искатель. — 1966. — № 5.
- Прерванный рейс // Искатель. — 1967. — № 4.
- Урасэнкэ (1990).
- Горечь наших побед (1991).
- Украсим пригороды Санкт-Петербурга! // Если. — 2004. — № 2.
- Моя ведьма (2015).

## Фильмография
Сценарист
- 1970 — Обратной дороги нет
- 1970 — Суровые километры
- 1972 — Приваловские миллионы
- 1972 — Ночной мотоциклист
- 1975 — Дума о Ковпаке
- 1976 — Тревожный месяц вересень
- 1977 — Гонки без финиша
- 1980 — Жду и надеюсь
- 1984 — Берег его жизни
- 1986 — Алый камень
- 1986 — Дикий ветер
- 1987 — Секретный фарватер
- 1987 — В Крыму не всегда лето
- 2006 — Девять жизней Нестора Махно
- 2009 — Исчезнувшие
- 2011 — Лето волков
- 2016 — Викинг